# Puchar Cesarza Japonii w piłce nożnej
Puchar Cesarza (jap. 天皇杯 Tennōhai), właśc. Puchar Cesarza JFA Wszech-japoński piłkarski turniej mistrzowski (jap. 天皇杯 JFA 全日本サッカー選手権大会 Tennōhai Jei Efu Ei Zen Nippon Sakkā Senshuken Taikai) – cykliczne rozgrywki piłkarskie, stanowiące puchar kraju w piłce nożnej mężczyzn, a organizowane corocznie od 1921 przez Japan Football Association (JFA) pod patronatem Cesarza Japonii dla japońskich drużyn klubowych. Zdobywca trofeum reprezentuje kraj w rozgrywkach Ligi Mistrzów AFC. Najstarsze rozgrywki piłkarskie w Japonii. Rozgrywane od czasów gdy w Japonii nie było rozgrywek ligowych, ponieważ najstarsza liga piłkarska w Japonii to niefunkcjonująca już Japan Soccer League (1965–1992). Kobiecy odpowiednik pucharu kraju to Puchar Cesarzowej.

## Mecze finałowe
Wytłuszczono nazwy klubów, które w tym samym roku wywalczyły mistrzostwo i Puchar Cesarza. Nazwy zaznaczone kursywą oznaczają kluby, które nie występowały na najwyższym poziomie rozgrywkowym.
| Sezon   | Zdobywca                                                             | Wynik                                                                | Finalista                                                            | Stadion                                                              | Kluby uczestniczące |
| ------- | -------------------------------------------------------------------- | -------------------------------------------------------------------- | -------------------------------------------------------------------- | -------------------------------------------------------------------- | ------------------- |
| 1921    | Tōkyō Shūkyū Dan                                                     | 1:0                                                                  | Mikage Shūkyū Dan                                                    | Park Hibiya, Tokio                                                   | 4                   |
| 1922    | Nagoya Shūkyū Dan                                                    | 1:0                                                                  | Uniwersytet Hiroshima                                                | Stadion Toshima Shihan, Tokio                                        | 4                   |
| 1923    | Astra Club                                                           | 2:1                                                                  | Nagoya Shūkyū Dan                                                    | Tōkyō Kōtō Shihan, Tokio                                             | 4                   |
| 1924    | Rijō Shūkyū Dan                                                      | 1:0                                                                  | All Mikage Shihan Club                                               | Stadion Meiji Jingū, Tokio                                           | 4                   |
| 1925    | Rijō Shūkyū Dan                                                      | 3:0                                                                  | Tokijski Uniwersytet Cesarski                                        | Stadion Meiji Jingū, Tokio                                           | 6                   |
| 1926    | Nie rozgrywano ze względu na śmierć cesarza Yoshihito                | Nie rozgrywano ze względu na śmierć cesarza Yoshihito                | Nie rozgrywano ze względu na śmierć cesarza Yoshihito                | Nie rozgrywano ze względu na śmierć cesarza Yoshihito                |                     |
| 1927    | Kōbe-ichi High School Club                                           | 2:0                                                                  | Rijō Shūkyū Dan                                                      | Stadion Meiji Jingū, Tokio                                           | 8                   |
| 1928    | Uniwersytet Waseda WMW                                               | 6:1                                                                  | Cesarski Uniwersytet w Kioto                                         | Stadion Meiji Jingū, Tokio                                           | 7                   |
| 1929    | Kwangaku Club                                                        | 3:0                                                                  | Uniwersytet Hōsei                                                    | Stadion Meiji Jingū, Tokio                                           | 8                   |
| 1930    | Kwangaku Club                                                        | 3:0                                                                  | Keiō BRB                                                             | Stadion Hanshin Kōshien, Tokio                                       | 4                   |
| 1931    | Tokijski Uniwersytet Cesarski                                        | 3:0                                                                  | Kobun Junior High School (Tajwan)                                    | Stadion Meiji Jingū, Tokio                                           | 7                   |
| 1932    | Keiō Club                                                            | 5:1                                                                  | Yoshino Club                                                         | Stadion Hanshin Kōshien, Tokio                                       | 3                   |
| 1933    | Tokyo Old Boys Club                                                  | 4:1                                                                  | Sendai Soccer Club                                                   | Stadion Meiji Jingū, Tokio                                           | 8                   |
| 1934    | Nie rozgrywano ze względu na Igrzyska Dalekiego Wschodu 1934         | Nie rozgrywano ze względu na Igrzyska Dalekiego Wschodu 1934         | Nie rozgrywano ze względu na Igrzyska Dalekiego Wschodu 1934         | Nie rozgrywano ze względu na Igrzyska Dalekiego Wschodu 1934         |                     |
| 1935    | Kyungsung FC (Korea)                                                 | 6:1                                                                  | Tokyo Bunri University                                               | Tōkyō Kōtō Shihan, Tokio                                             | 6                   |
| 1936    | Keiō BRB                                                             | 3:2                                                                  | Bosung College (Korea)                                               | Stadion Rikuguntoyamagakkō, Tokio                                    | 5                   |
| 1937    | Uniwersytet Keiō                                                     | 3:0                                                                  | Kobe University of Commerce                                          | Stadion Meiji Jingū, Tokio                                           | 4                   |
| 1938    | Uniwersytet Waseda                                                   | 4:0                                                                  | Uniwersytet Keiō                                                     | Stadion Meiji Jingū, Tokio                                           | 5                   |
| 1939    | Keiō BRB                                                             | 3:2                                                                  | Uniwersytet Waseda                                                   | Stadion Meiji Jingū, Tokio                                           | 8                   |
| 1940    | Keiō BRB                                                             | 1:0                                                                  | Uniwersytet Waseda WMW                                               | Stadion Meiji Jingū, Tokio                                           | 8                   |
| 1941–45 | Nie rozgrywano ze względu na II wojnę światową                       | Nie rozgrywano ze względu na II wojnę światową                       | Nie rozgrywano ze względu na II wojnę światową                       | Nie rozgrywano ze względu na II wojnę światową                       |                     |
| 1946    | Uniwersytet Tokijski                                                 | 3:2                                                                  | Kobe University of Economics                                         | Stadion Uniwersytetu Tokijskiego, Tokio                              | 12                  |
| 1947–48 | Nie rozgrywano ze względu na okupację Japonii po II wojnie światowej | Nie rozgrywano ze względu na okupację Japonii po II wojnie światowej | Nie rozgrywano ze względu na okupację Japonii po II wojnie światowej | Nie rozgrywano ze względu na okupację Japonii po II wojnie światowej |                     |
| 1949    | Uniwersytet Tokijski                                                 | 3:2                                                                  | Kandai Club                                                          | Stadion Uniwersytetu Waseda, Tokio                                   | 5                   |
| 1950    | All Kwangaku                                                         | 6:1                                                                  | Uniwersytet Keiō                                                     | Stadion Kariya, Kariya                                               | 16                  |
| 1951    | Keiō BRB                                                             | 3:2                                                                  | Osaka Club                                                           | Stadion Piłkarski Miyagino, Sendai                                   | 14                  |
| 1952    | All Keiō                                                             | 6:2                                                                  | Osaka Club                                                           | Stadion Fujieda Higashi H. S., Fujieda                               | 16                  |
| 1953    | All Kwangaku                                                         | 5:4 (p.d.)                                                           | Osaka Club                                                           | Stadion Nishikyōgoku, Kioto                                          | 16                  |
| 1954    | Keiō BRB                                                             | 5:3                                                                  | Toyo Industries                                                      | Stadion Prefektury Yamanashi, Kōfu                                   | 16                  |
| 1955    | All Kwangaku                                                         | 4:2                                                                  | Klub Uniwersytetu Chuo                                               | Stadion Hankyu Nishinomiya, Nishinomiya                              | 16                  |
| 1956    | Keiō BRB                                                             | 4:2                                                                  | Yahata Steel                                                         | Stadion Atletyczny w Ōmiya, Saitama                                  | 16                  |
| 1957    | Klub Uniwersytetu Chuo                                               | 1:0                                                                  | Toyo Industries                                                      | Stadion Kokutaiji H. S., Hiroszima                                   | 16                  |
| 1958    | Kwangaku Club                                                        | 1:0                                                                  | Yahata Steel                                                         | Stadion Fujieda Higashi H. S., Fujieda                               | 16                  |
| 1959    | Kwangaku Club                                                        | 1:0                                                                  | Chuo University                                                      | Stadion Piłkarski Koishikawa, Tokio                                  | 16                  |
| 1960    | Fukurawa Electric                                                    | 4:0                                                                  | Keiō BRB                                                             | Stadion Piłkarski Ōsaka Utsubo, Osaka                                | 16                  |
| 1961    | Fukurawa Electric                                                    | 3:2                                                                  | Chuo University                                                      | Stadion Fujieda Higashi H. S., Fujieda                               | 16                  |
| 1962    | Chuo University                                                      | 2:1                                                                  | Fukurawa Electric                                                    | Stadion Nishikyōgoku, Kioto                                          | 16                  |
| 1963    | Uniwersytet Waseda                                                   | 2:1                                                                  | Hitachi SC                                                           | Stadion Kōbe Ōji, Kobe                                               | 7                   |
| 1964    | Fukurawa Electric Yahata Steel                                       | 0:0 (p.d.)                                                           | brak                                                                 | Stadion Kōbe Ōji, Kobe                                               | 10                  |
| 1965    | Toyo Industries                                                      | 3:2                                                                  | Yahata Steel                                                         | Stadion Tokyo Komazawa, Tokio                                        | 8                   |
| 1966    | Uniwersytet Waseda                                                   | 3:2 (p.d.)                                                           | Toyo Industries                                                      | Stadion Tokyo Komazawa, Tokio                                        | 8                   |
| 1967    | Toyo Industries                                                      | 1:0                                                                  | Mitsubishi Heavy Industries                                          | Narodowy Stadion Olimpijski, Tokio                                   | 8                   |
| 1968    | Yanmar Diesel                                                        | 1:0                                                                  | Mitsubishi Heavy Industries                                          | Narodowy Stadion Olimpijski, Tokio                                   | 8                   |
| 1969    | Toyo Industries                                                      | 4:1                                                                  | Rikkyo University                                                    | Narodowy Stadion Olimpijski, Tokio                                   | 8                   |
| 1970    | Yanmar Diesel                                                        | 2:1 (p.d.)                                                           | Toyo Industries                                                      | Narodowy Stadion Olimpijski, Tokio                                   | 8                   |
| 1971    | Mitsubishi Heavy Industries                                          | 3:1                                                                  | Yanmar Diesel                                                        | Narodowy Stadion Olimpijski, Tokio                                   | 8                   |
| 1972    | Hitachi SC                                                           | 2:1                                                                  | Yanmar Diesel                                                        | Narodowy Stadion Olimpijski, Tokio                                   | 75                  |
| 1973    | Mitsubishi Heavy Industries                                          | 2:1                                                                  | Hitachi SC                                                           | Narodowy Stadion Olimpijski, Tokio                                   | 807                 |
| 1974    | Yanmar Diesel                                                        | 2:1                                                                  | Eidai Industries                                                     | Narodowy Stadion Olimpijski, Tokio                                   | 1105                |
| 1975    | Hitachi SC                                                           | 2:0                                                                  | Fujita Industries                                                    | Narodowy Stadion Olimpijski, Tokio                                   | 1298                |
| 1976    | Fukurawa Electric                                                    | 4:1                                                                  | Yanmar Diesel                                                        | Narodowy Stadion Olimpijski, Tokio                                   | 1358                |
| 1977    | Fujita Industries                                                    | 4:1                                                                  | Yanmar Diesel                                                        | Narodowy Stadion Olimpijski, Tokio                                   | 1421                |
| 1978    | Mitsubishi Heavy Industries                                          | 1:0                                                                  | Toyo Industries                                                      | Narodowy Stadion Olimpijski, Tokio                                   | 1481                |
| 1979    | Fujita Industries                                                    | 2:1                                                                  | Mitsubishi Heavy Industries                                          | Narodowy Stadion Olimpijski, Tokio                                   | 1494                |
| 1980    | Mitsubishi Heavy Industries                                          | 1:0                                                                  | Tanabe Pharmaceutical                                                | Narodowy Stadion Olimpijski, Tokio                                   | 1474                |
| 1981    | Nippon Kokkan                                                        | 2:0                                                                  | Yomiuri FC                                                           | Narodowy Stadion Olimpijski, Tokio                                   | 1569                |
| 1982    | Yamaha Motor                                                         | 1:0 (p.d.)                                                           | Fujita Industries                                                    | Narodowy Stadion Olimpijski, Tokio                                   | 1567                |
| 1983    | Nissan Motors                                                        | 2:0                                                                  | Yanmar Diesel                                                        | Narodowy Stadion Olimpijski, Tokio                                   | 1565                |
| 1984    | Yomiuri FC                                                           | 2:0                                                                  | Fukurawa Electric                                                    | Narodowy Stadion Olimpijski, Tokio                                   | 1476                |
| 1985    | Nissan Motors                                                        | 2:0                                                                  | Fujita Industries                                                    | Narodowy Stadion Olimpijski, Tokio                                   | 1498                |
| 1986    | Yomiuri FC                                                           | 2:1                                                                  | Nippon Kokkan                                                        | Narodowy Stadion Olimpijski, Tokio                                   | 1612                |
| 1987    | Yomiuri FC                                                           | 2:0                                                                  | Mazda SC                                                             | Narodowy Stadion Olimpijski, Tokio                                   | 1690                |
| 1988    | Nissan Motors                                                        | 3:2 (p.d.)                                                           | Fujita Industries                                                    | Narodowy Stadion Olimpijski, Tokio                                   | 1786                |
| 1989    | Nissan Motors                                                        | 3:2                                                                  | Yamaha Motor                                                         | Narodowy Stadion Olimpijski, Tokio                                   | 1737                |
| 1990    | Matsushita Electric                                                  | 0:0, 5:4 (p.r.k.)                                                    | Nissan Motors                                                        | Narodowy Stadion Olimpijski, Tokio                                   | 1776                |
| 1991    | Nissan Motors                                                        | 4:2 (p.d.)                                                           | Yomiuri FC                                                           | Narodowy Stadion Olimpijski, Tokio                                   | 1872                |
| 1992    | Yokohama Marinos                                                     | 2:1 (p.d.)                                                           | Verdy Kawasaki                                                       | Narodowy Stadion Olimpijski, Tokio                                   | 2452                |
| 1993    | Yokohama Flügels                                                     | 6:2 (p.d.)                                                           | Kashima Antlers                                                      | Narodowy Stadion Olimpijski, Tokio                                   | 2511                |
| 1994    | Bellmare Hiratsuka                                                   | 2:0                                                                  | Cerezo Osaka                                                         | Narodowy Stadion Olimpijski, Tokio                                   | 2792                |
| 1995    | Nagoya Grampus Eight                                                 | 3:0                                                                  | Sanfrecce Hiroszima                                                  | Narodowy Stadion Olimpijski, Tokio                                   | 2800                |
| 1996    | Verdy Kawasaki                                                       | 3:0                                                                  | Sanfrecce Hiroszima                                                  | Narodowy Stadion Olimpijski, Tokio                                   | bdb.                |
| 1997    | Kashima Antlers                                                      | 3:0                                                                  | Yokohama Flügels                                                     | Narodowy Stadion Olimpijski, Tokio                                   | 6107                |
| 1998    | Yokohama Flügels                                                     | 2:1                                                                  | Shimizu S-Pulse                                                      | Narodowy Stadion Olimpijski, Tokio                                   | 6317                |
| 1999    | Nagoya Grampus Eight                                                 | 2:0                                                                  | Sanfrecce Hiroszima                                                  | Narodowy Stadion Olimpijski, Tokio                                   | 6516                |
| 2000    | Kashima Antlers                                                      | 3:2 (p.d.)                                                           | Shimizu S-Pulse                                                      | Narodowy Stadion Olimpijski, Tokio                                   | 6578                |
| 2001    | Shimizu S-Pulse                                                      | 3:2                                                                  | Cerezo Osaka                                                         | Narodowy Stadion Olimpijski, Tokio                                   | 6306                |
| 2002    | Kyoto Purple Sanga                                                   | 2:1                                                                  | Kashima Antlers                                                      | Narodowy Stadion Olimpijski, Tokio                                   | 6418                |
| 2003    | Júbilo Iwata                                                         | 1:0                                                                  | Cerezo Osaka                                                         | Narodowy Stadion Olimpijski, Tokio                                   | 6849                |
| 2004    | Tokyo Verdy 1969                                                     | 2:1                                                                  | Júbilo Iwata                                                         | Narodowy Stadion Olimpijski, Tokio                                   | 6685                |
| 2005    | Urawa Red Diamonds                                                   | 2:1                                                                  | Shimizu S-Pulse                                                      | Narodowy Stadion Olimpijski, Tokio                                   | 5918                |
| 2006    | Urawa Red Diamonds                                                   | 1:0                                                                  | Gamba Osaka                                                          | Narodowy Stadion Olimpijski, Tokio                                   | 6390                |
| 2007    | Kashima Antlers                                                      | 2:0                                                                  | Sanfrecce Hiroszima                                                  | Narodowy Stadion Olimpijski, Tokio                                   | 6161                |
| 2008    | Gamba Osaka                                                          | 1:0 (p.d.)                                                           | Kashiwa Reysol                                                       | Narodowy Stadion Olimpijski, Tokio                                   | 5948                |
| 2009    | Gamba Osaka                                                          | 4:1                                                                  | Nagoya Grampus                                                       | Narodowy Stadion Olimpijski, Tokio                                   | bdb.                |
| 2010    | Kashima Antlers                                                      | 2:1                                                                  | Shimizu S-Pulse                                                      | Narodowy Stadion Olimpijski, Tokio                                   | bdb.                |
| 2011    | F.C. Tokyo                                                           | 4:2                                                                  | Kyoto Sanga                                                          | Narodowy Stadion Olimpijski, Tokio                                   | bdb.                |
| 2012    | Kashiwa Reysol                                                       | 1:0                                                                  | Gamba Osaka                                                          | Narodowy Stadion Olimpijski, Tokio                                   | 4927                |
| 2013    | Yokohama F. Marinos                                                  | 2:0                                                                  | Sanfrecce Hiroszima                                                  | Narodowy Stadion Olimpijski, Tokio                                   | bdb.                |
| 2014    | Gamba Osaka                                                          | 3:1                                                                  | Montedio Yamagata                                                    | Stadion Nissan, Jokohama                                             | bdb.                |
| 2015    | Gamba Osaka                                                          | 2:1                                                                  | Urawa Red Diamonds                                                   | Ajinomoto Stadium, Chōfu                                             | bdb.                |
| 2016    | Kashima Antlers                                                      | 2:1 (p.d.)                                                           | Kawasaki Frontale                                                    | Panasonic Stadium Suita, Suita                                       | bdb.                |
| 2017    | Cerezo Osaka                                                         | 2:1 (p.d.)                                                           | Yokohama F. Marinos                                                  | Stadion Saitama 2002, Saitama                                        | bdb.                |
| 2018    | Urawa Red Diamonds                                                   | 1:0                                                                  | Vegalta Sendai                                                       | Stadion Saitama 2002, Saitama                                        | bdb.                |
| 2019    | Vissel Kobe                                                          | 2:0                                                                  | Kashima Antlers                                                      | Japoński Stadion Narodowy, Tokio                                     | bdb.                |
| 2020    | Kawasaki Frontale                                                    | 1:0                                                                  | Gamba Osaka                                                          | Japoński Stadion Narodowy, Tokio                                     | bdb.                |
| 2021    | Urawa Red Diamonds                                                   | 2:1                                                                  | Oita Trinita                                                         | Japoński Stadion Narodowy, Tokio                                     | bdb.                |
| 2022    | Ventforet Kofu                                                       | 1:1, 5:4 (p.r.k.)                                                    | Sanfrecce Hiroshima                                                  | Stadion Nissan, Jokohama                                             | 37998               |
| 2023    | Kawasaki Frontale                                                    | 0:0, 8:7 (p.r.k.)                                                    | Kashiwa Reysol                                                       | Japoński Stadion Narodowy, Tokio                                     | bdb.                |

## Triumfatorzy i finaliści
Jeśli klub zmienił nazwę, to podana jest jego ostatnia znana nazwa. Kluby uniwersyteckie i szkolne na poniższej liście widnieją pod obecnymi nazwami danych szkół. Kluby, które mają identyczne statystyki, są uporządkowane w kolejności alfabetycznej.
Stan po finale 2020
| Klub                              | Zdobywca | Finalista | Rok zdobycia                                         | Rok finału                                                       |
| --------------------------------- | -------- | --------- | ---------------------------------------------------- | ---------------------------------------------------------------- |
| Uniwersytet Keiō                  | 9        | 4         | 1932, 1936, 1937, 1939, 1940, 1951, 1952, 1954, 1956 | 1930, 1938, 1950, 1960                                           |
| Urawa Red Diamonds                | 7        | 4         | 1971, 1973, 1978, 1980, 2005, 2006, 2018             | 1967, 1968, 1979, 2015                                           |
| Yokohama F. Marinos               | 7        | 2         | 1983, 1985, 1988, 1989, 1991, 1992, 2013             | 1990, 2017                                                       |
| Kwansei Gakuin University         | 7        | 0         | 1929, 1930, 1950, 1953, 1955, 1958, 1959             |                                                                  |
| Gamba Osaka                       | 5        | 3         | 1990, 2008, 2009, 2014, 2015                         | 2006, 2012, 2020                                                 |
| Kashima Antlers                   | 5        | 3         | 1997, 2000, 2007, 2010, 2016                         | 1993, 2002, 2019                                                 |
| Tokyo Verdy                       | 5        | 3         | 1984, 1986, 1987, 1996, 2004                         | 1981, 1991, 1992                                                 |
| Cerezo Osaka                      | 4        | 8         | 1968, 1970, 1974, 2017                               | 1971, 1972, 1976, 1977, 1983, 1994, 2001, 2003                   |
| JEF United                        | 4        | 2         | 1960, 1961, 1964, 1976                               | 1962, 1984                                                       |
| Uniwersytet Waseda                | 4        | 2         | 1928, 1938, 1963, 1966                               | 1939, 1940                                                       |
| Sanfrecce Hiroszima               | 3        | 11        | 1965, 1967, 1969                                     | 1954, 1957, 1966, 1970, 1978, 1987, 1995, 1996, 1999, 2007, 2013 |
| Shonan Bellmare                   | 3        | 4         | 1977, 1979, 1994                                     | 1975, 1982, 1985, 1988                                           |
| Kashiwa Reysol                    | 3        | 4         | 1972, 1975, 2012                                     | 1963, 1973, 2008, 2023                                           |
| Uniwersytet Tokijski              | 3        | 1         | 1931, 1946, 1949                                     | 1925                                                             |
| Chuo University                   | 2        | 3         | 1957, 1962                                           | 1955, 1959, 1961                                                 |
| Júbilo Iwata                      | 2        | 2         | 1982, 2003                                           | 1989, 2004                                                       |
| Nagoya Grampus                    | 2        | 1         | 1995, 1999                                           | 2009                                                             |
| Rijō Shūkyū Dan                   | 2        | 1         | 1924, 1925                                           | 1927                                                             |
| Yokohama Flügels                  | 2        | 1         | 1993, 1998                                           | 1997                                                             |
| Shimizu S-Pulse                   | 1        | 4         | 2001                                                 | 1998, 2000, 2005, 2010                                           |
| Nippon Steel Yawata               | 1        | 3         | 1964                                                 | 1956, 1958, 1965                                                 |
| Kawasaki Frontale                 | 2        | 1         | 2020, 2023                                           | 2016                                                             |
| Kyoto Sanga                       | 1        | 1         | 2002                                                 | 2011                                                             |
| NKK SC                            | 1        | 1         | 1981                                                 | 1986                                                             |
| Nagoya Shūkyū Dan                 | 1        | 1         | 1922                                                 | 1923                                                             |
| Astra Club                        | 1        | 0         | 1923                                                 |                                                                  |
| F.C. Tokyo                        | 1        | 0         | 2011                                                 |                                                                  |
| Kōbe-ichi Junior High School Club | 1        | 0         | 1927                                                 |                                                                  |
| Kyungsung FC                      | 1        | 0         | 1935                                                 |                                                                  |
| Tokyo Old Boys Club               | 1        | 0         | 1933                                                 |                                                                  |
| Tokyo Shūkyū Dan                  | 1        | 0         | 1921                                                 |                                                                  |
| Vissel Kobe                       | 1        | 0         | 2019                                                 |                                                                  |
| Osaka Club                        | 0        | 3         |                                                      | 1951, 1952, 1953                                                 |
| Kobe University                   | 0        | 2         |                                                      | 1937, 1946                                                       |
| All Mikage Shihan Club            | 0        | 1         |                                                      | 1924                                                             |
| Eidai SC                          | 0        | 1         |                                                      | 1974                                                             |
| Hiroshima University              | 0        | 1         |                                                      | 1922                                                             |
| Hosei University                  | 0        | 1         |                                                      | 1929                                                             |
| Kansai University                 | 0        | 1         |                                                      | 1949                                                             |
| Kobun Junior High School          | 0        | 1         |                                                      | 1931                                                             |
| Korea University                  | 0        | 1         |                                                      | 1936                                                             |
| Kyoto University                  | 0        | 1         |                                                      | 1928                                                             |
| Mikage Shūkyū Dan                 | 0        | 1         |                                                      | 1921                                                             |
| Montedio Yamagata                 | 0        | 1         |                                                      | 2014                                                             |
| Rikkyo University                 | 0        | 1         |                                                      | 1969                                                             |
| Sendai SC                         | 0        | 1         |                                                      | 1933                                                             |
| Tanabe Mitsubishi Pharma          | 0        | 1         |                                                      | 1980                                                             |
| Uniwersytet Tsukuba               | 0        | 1         |                                                      | 1935                                                             |
| Vegalta Sendai                    | 0        | 1         |                                                      | 2018                                                             |
| Yoshino Club                      | 0        | 1         |                                                      | 1932                                                             |

## Puchar Cesarza w innych dyscyplinach
Puchar Cesarza istnieje również w innych dyscyplinach i często jest on najważniejszym trofeum w Japonii. Podobnie jak w piłce nożnej, większość z nich to turnieje rozgrywane jako pucharowe (tj. nokdaunowe; zwycięzca przechodzi dalej), z wyjątkiem profesjonalnego sumo, w którym trofeum przyznawane jest za wygraną w turnieju Grand Sumo. Puchar Cesarza można zdobyć w następujących sportach:
- Ekiden
- Judo
- Kendo
- Koszykówka
- Kyūdō
- Lekkoatletyka (tylko zawody szkolne i studenckie)
- Pływanie (tylko zawody szkolne i studenckie)
- Siatkówka
- Sumo
- Softball
- Soft tenis
- Tenis
- Tenis stołowy
- Wrestling (tylko amatorzy)
- Zapasy